# Andrzej Gaździcki
Andrzej Gaździcki (ur. w Suchej Beskidzkiej w 1943) – polski paleontolog i stratygraf.

## Elementy biografii
W 1969 ukończył studia na Wydziale Geologii Uniwersytetu Warszawskiego. W 1974 na tym samym Wydziale uzyskał stopień naukowy doktora. Jego dalsza kariera zawodowa była związana z Instytutem Paleobiologii PAN, gdzie był zatrudniony w latach 1974–2013. W 1984 uzyskał habilitację. W 1997 otrzymał tytuł profesora nauk biologicznych. Był uczestnikiem wypraw naukowych na Spitsbergen i na Antarktydę. Jego doktorantką była Maria Aleksandra Bitner.

## Osiągnięcia naukowe

### Znaczenie w historii nauki
Gaździcki zajmował się przede wszystkim stratygrafią mikropaleontologiczną triasu i liasu Tatr oraz wielu innych regionów. Przeprowadził rozpoziomowanie górnego triasu i dolnej jury Tatr oraz wapienia muszlowego południowej Polski na podstawie otwornic.

### Wybrane publikacje
- Rhaetian microfacies, stratigraphy and facial development in the Tatra Mts (1974)[6]
- Foraminifers from the Muschelkalk of southern Poland (Gaździcki, Trammer & Zawidzka, 1975)[5]
- Foraminifers and biostratigraphy of upper Triassic and lower Jurassic of the Slovakian and Polish Carpathians (1983)[4]
- Polskie badania paleontologiczne w Antarktyce Zachodniej (Gaździcki & Wrona, 1986)[7]

## Upamiętnienie
Na jego cześć nazwano pewną liczbę gatunków zwierząt kopalnych, między innymi małżoraczka Quadracythere gazdzickii Błaszyk, 1987, znalezionego w warstwach oligocenu na Wyspie Króla Jerzego i ślimaka Beringius gazdzickii Karczewski, 1987 z miocenu tejże wyspy.